# Santa Cruz de Boedo
Santa Cruz de Boedo település Spanyolországban, Palencia tartományban. Santa Cruz de Boedo Herrera de Pisuerga, Espinosa de Villagonzalo, Villaprovedo, Villameriel, Calahorra de Boedo és San Cristóbal de Boedo községekkel határos. Lakosainak száma 52 fő (2024).

## Népesség
A település népessége az elmúlt években az alábbi módon változott:
| Lakosok száma | 63   | 52   | 66   | 71   | 62   | 60   | 53   | 48   | 50   | 52   |
|               | 2001 | 2004 | 2007 | 2009 | 2012 | 2014 | 2017 | 2019 | 2022 | 2024 |